# Lao Shan
Lao Shan (Laoshan) je planina u Kini, udaljena 30ak km od grada Qingdaoa, u kineskoj provinciji Shandongu. Vrh planine Lao Shan je na nadmorskoj visini od 1132,7 m. Lao Shan se smatra jednim od mjesta rođenja taoizma, a brojni taoistički hramovi i palače nisu ostali očuvani.
Kompleks hram i palača Taiqing (ili Xiaqing) izgrađen u vremenu sjeverne dinastije Sung je najveća građevina na planini, a u palači Sanhuang koja je dio tog kompleksa nalaze se dva čempresa za koje se smatra da su zasađeni iz vremena dinastije Han koja je vladala Kinom od 206. god. pr. Kr. do 220.god.